# Acronicta fennica
Acronicta fennica là một loài bướm đêm trong họ Noctuidae.